# Damanhur
Damanhur – miasto w Egipcie, w delcie Nilu, ośrodek muhafazy Al-Buhajra.

## Historia
W starożytności miasto było stolicą VII nomu (A-ment) w Dolnym Egipcie. Leżało na przy kanale łączącym Mareotis z Canopus lub zachodnią odnogą Nilu. Było poświęcone bogu Horusowi. W czasach greckich i rzymskich miasto nazywano Hermopolis Mikra lub Hermopolis Parva, przez odniesienie do Hermesa, identyfikowanego z egipskim Thotem. Hermopolis było wymieniane przez wielu starożytnych geografów, m.in. Stefanosa z Bizancjum, Strabona, Ptolemeusza, a także autora Itinerarium Antonini. W pierwszych wiekach chrześcijaństwa znajdowała się tu stolica diecezji podległej metropolii w Aleksandrii. Do tej tradycji odnosi się biskupstwo tytularne w Kościele rzymskokatolickim: Hermopolis Parva.

## Osoby związane z Damanhur
- Jaakow Abuchacejra (Awir Jaakow lub Abu Hasira, 1805–1880) – rabin, przywódca marokańskich Żydów (Mizrachijczycy), grób Abu Hasiry w Damanhur jest miejscem pielgrzymek wyznawców judaizmu
- Foaud Ibrahim – niemiecki geograf pochodzenia egipskiego, profesor uniwersytetu w Bayreuth
- Ahmed Zewail – amerykański chemik pochodzenia egipskiego, laureat Nagrody Nobla